# Badhkalsjön

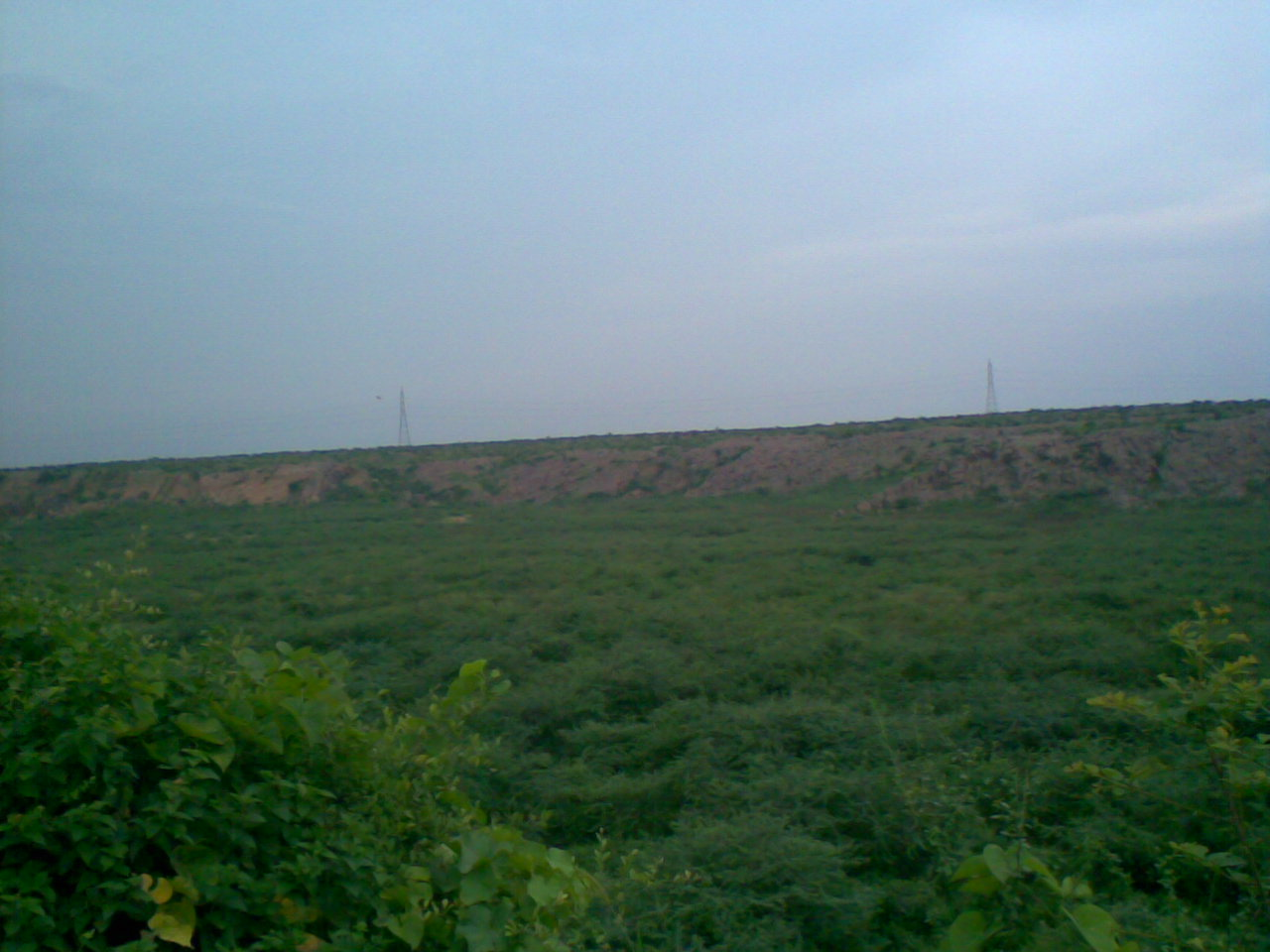
Den uttorkade sjön Badhkal

Badkhalsjön var en sjö i Faridabad, Haryana, omkr 3 mil från den indiska huvudstaden Delhi, och ett populärt utflyktsmål. Närmaste stad är Faridabad.
Sjön är sedan maj 2009 nästan helt uttorkad.